# Challenger de Busan 2015
El torneo Busan Open 2015 es un torneo profesional de tenis. Pertenece al ATP Challenger Series 2015. Se disputará su ª edición sobre superficie dura, en Busan, Corea de sur entre el 4 al el 10 de mayo de 2015.

## Jugadores participantes del cuadro de individuales
| Favorito | País                      | Jugador       | Rank1 | Posición en el torneo |
| -------- | ------------------------- | ------------- | ----- | --------------------- |
| 1        | Bandera de China Taipéi   | Lu Yen-hsun   | 67    | Segunda ronda         |
| 2        | Bandera de Australia      | Sam Groth     | 85    | Segunda ronda         |
| 3        | Bandera de Japón          | Go Soeda      | 87    | Cuartos de final      |
| 4        | Bandera de Corea del Sur  | Chung Hyeon   | 88    | CAMPEÓN               |
| 5        | Bandera de Israel         | Dudi Sela     | 90    | Primera ronda         |
| 6        | Bandera de Japón          | Tatsuma Ito   | 97    | Segunda ronda         |
| 7        | Bandera de Eslovaquia     | Lukáš Lacko   | 99    | FINAL                 |
| 8        | Bandera de Estados Unidos | Ryan Harrison | 122   | Baja                  |

- 1 Se ha tomado en cuenta el ranking del 27 de abril de 2015.

### Otros participantes
Los siguientes jugadores recibieron una invitación (wild card), por lo tanto ingresan directamente al cuadro principal (WC):
- Hong Seong-chan
- Lim Yong-kyu
- Nam Ji-sung
- Oh Chan-yeong

Los siguientes jugadores ingresan al cuadro principal tras disputar el cuadro clasificatorio (Q):
- Jason Jung
- Frederik Nielsen
- Dimitar Kutrovsky
- Kim Young-seok

## Campeones

### Individual Masculino
- Chung Hyeon derrotó en la final a  Lukáš Lacko, 6–3, 6–1

### Dobles Masculino
- Sanchai Ratiwatana /  Sonchat Ratiwatana derrotaron en la final a  Nam Ji-sung /  Song Min-kyu, 7–6(7–2), 3–6, [10–7]